# Insegnamento del gallese

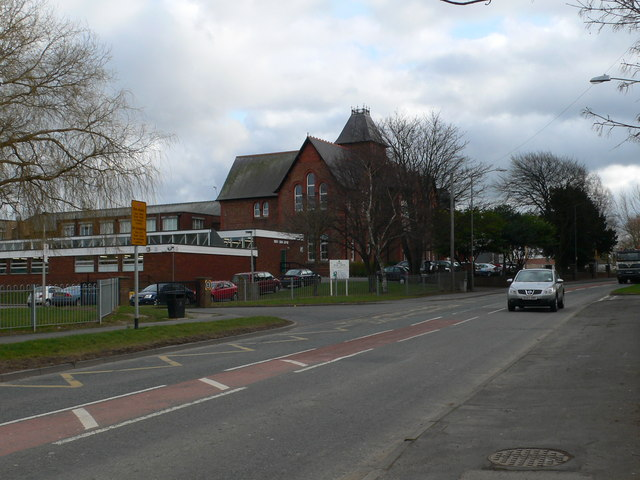
La Ysgol Glan Clwyd, prima scuola con insegnamento in gallese.

L’Insegnamento del gallese  viene svolto in Galles grazie al sistema della Welsh medium education (Addysg Gyfrwng Cymraeg in lingua gallese) in alcuni asili e scuole primarie e secondarie della nazione.  In questo sistema educativo gli studenti apprendono la lingua grazie alla pratica dell'immersione linguistica, svolgendo quindi le lezioni esclusivamente in gallese e lasciando l'insegnamento dell'inglese come lingua secondaria.
Il sistema della Welsh medium education non va confuso con l'insegnamento della lingua gallese come semplice materia scolastica. Quest'ultimo infatti venne introdotto come obbligatorio nel 1990 per tutti gli studenti gallesi fino ai 14 anni e successivamente esteso nel 1999 per gli studenti fino ai 16 anni. Le scuole appartenenti alla Welsh medium education sono frequentate da circa il 16 percento degli studenti gallesi, a cui va aggiunto un ulteriore 10 percento di studenti che frequentano scuole bilingue inglese/gallese o scuole con un'ampia offerta formativa in lingua gallese. 
La conoscenza pregressa del gallese non è solitamente un prerequisito essenziale per poter accedere alle scuole facenti parte della Welsh medium education, purché ovviamente i bambini siano abbastanza piccoli da poter assimilare in maniera soddisfacente il nuovo linguaggio tramite l'immersione linguistica. Ad esempio nella Ysgol Glan Clwyd, scuola secondaria fondata a Rhyl nel 1956 e prima in assoluto a fornire insegnamento in gallese, nonostante il 70 percento degli alunni provenga da famiglie monolingue inglesi il 95 degli studenti totali termina il suo percorso di studi con una conoscenza del gallese vicina a quella di un madrelingua.

## Educazione prescolare
In tutto il Galles sono stati istituiti da parte del Nursery School Movement (Mudiad Ysgolion Meithrin), il principale fornitore di servizi di istruzione per la prima infanzia del paese, numerosi asili nido e ludoteche che permettono ai bambini di imparare il gallese attraverso l'immersione linguistica. Nell'anno scolastico 2014-2015 i bambini iscritti alle sole ludoteche del Mudiad Meithrin Playgroups sono stati 11.828, oltre ai circa 22.000 bambini a settimana frequentanti senza essere però iscritti.
La diffusione capillare di queste strutture ha poi successivamente fatto sì che molti genitori iscrivessero i propri figli alle scuole primarie del Welsh medium education. Il successo delle Mudiad Ysgolion Meithrin ha inoltre ispirato la creazione di altre istituzioni simili in regioni dove è presente una minoranza linguistica, come le Ikastolak nei Paesi Baschi e le Scuole Diwan in Bretagna.

## Scuola primaria
Nel settore dell'educazione primaria, l'insegnamento del gallese attraverso il sistema della Welsh medium education ha avuto una crescita costante nel corso degli anni. I dati del governo gallese mostrano come il 22,2 percento degli alunni di 7 anni di età siano stati valutati attraverso i metodi della Welsh medium education.
| Anno scolastico | Totale studenti | Studenti della Welsh medium education | Percentuale sul totale degli studenti gallesi | % andamento |
| --------------- | --------------- | ------------------------------------- | --------------------------------------------- | ----------- |
| 2000/2001       | 262.751         | 49.422                                | 18,81%                                        |             |
| 2001/2002       | 260.151         | 49.687                                | 19,10%                                        | +1,5%       |
| 2002/2003       | 256.690         | 50.756                                | 19,77%                                        | +3,5%       |
| 2003/2004       | 252.230         | 51.131                                | 20,27%                                        | +2,5%       |
| 2004/2005       | 248.328         | 52.792                                | 21,26%                                        | +4,9%       |
| 2005/2006       | 243.982         | 52.867                                | 21,67%                                        | +1,9%       |
| 2006/2007       | 240.621         | 54.099                                | 22,48%                                        | +3,7%       |
| 2007/2008       | 237.917         | 54.895                                | 23,07%                                        | +2,6%       |
| 2008/2009       | 258.314         | 59.989                                | 23,22%                                        | +0,7%       |
| 2009/2010       | 257.445         | 60.318                                | 23,43%                                        | +0,9%       |
| 2010/2011       | 259.189         | 61.073                                | 23,56%                                        | +0,6%       |
| 2011/2012       | 262.144         | 62.446                                | 23,82%                                        | +1,1%       |
| 2012/2013       | 264.186         | 63.192                                | 23,92%                                        | +0,4%       |
| 2013/2014       | 269.421         | 64.366                                | 23,89%                                        | -0,1%       |
| 2014/2015       | 273.400         | 65.460                                | 23,94%                                        | +0,2%       |
| 2015/2016       | 276.954         | 66.101                                | 23,86%                                        | -0,3%       |
| 2016/2017       | 276.940         | 66.612                                | 24,05%                                        | +0,8%       |
| 2017/2018       | 277.095         | 66.189                                | 23,89%                                        | -0,7%       |
| 2018/2019       | 274.799         | 65.800                                | 23,94%                                        | +0,2%       |

Informazioni prese da Schools in Wales (verificato il 23 luglio 2010)
e School Census Results, 2012 (verificato il 17 maggio 2013)

## Scuola secondaria
La percentuale degli studenti delle scuole secondarie è invece leggermente inferiore rispetto a quella delle scuole primarie, pur mantenendo un andamento in crescita con una stabilizzazione negli ultimi anni.
| Anno scolastico | Totale studenti | Studenti della Welsh medium education | Percentuale sul totale degli studenti gallesi | % andamento |
| --------------- | --------------- | ------------------------------------- | --------------------------------------------- | ----------- |
| 2000/2001       | 210.396         | 38.007                                | 18,06%                                        |             |
| 2001/2002       | 212.024         | 38.817                                | 18,31%                                        | +1,4%       |
| 2002/2003       | 214.276         | 39.458                                | 18,41%                                        | +0,5%       |
| 2003/2004       | 215.609         | 40.169                                | 18,63%                                        | +1,2%       |
| 2004/2005       | 214.626         | 40.221                                | 18,74%                                        | +0,6%       |
| 2005/2006       | 213.045         | 40.828                                | 19,16%                                        | +2,2%       |
| 2006/2007       | 210.353         | 40.702                                | 19,35%                                        | +1,0%       |
| 2007/2008       | 206.936         | 40.756                                | 19,69%                                        | +1,8%       |
| 2008/2009       | 205.421         | 41.916                                | 20,40%                                        | +3,6%       |
| 2009/2010       | 203.907         | 43.432                                | 21,30%                                        | +4,4%       |
| 2010/2011       | 201.230         | 41.764                                | 20,75%                                        | -2,7%       |
| 2011/2012       | 198.015         | 41.262                                | 20,84%                                        | +0,4%       |
| 2012/2013       | 194.927         | 39.326                                | 20,17%                                        | -3,2%       |
| 2013/2014       | 189.969         | 38.977                                | 20,52%                                        | +1,7%       |
| 2014/2015       | 186.784         | 38.933                                | 20,84%                                        | +1,6%       |
| 2015/2016       | 184.040         | 38.858                                | 21,11%                                        | +1,3%       |
| 2016/2017       | 183.975         | 39.233                                | 21,32%                                        | +1,0%       |
| 2017/2018       | 184.371         | 40.285                                | 21,85%                                        | +2,5%       |
| 2018/2019       | 188.438         | 41.905                                | 22,24%                                        | +1,8%       |

Informazioni prese da Schools in Wales (verificato il 23 luglio 2010)
e School Census Results, 2012 (verificato il 17 maggio 2013)